# Teleclita
Teleclita is een geslacht van vlinders van de familie tandvlinders (Notodontidae).

## Soorten
- T. cathana Schaus, 1928
- T. cinnamome Rothschild, 1917
- T. dryinopa Dodd, 1902
- T. insignifica Rothschild, 1917
- T. strigata Moore, 1879